# Back Yard Burgers
Back Yard Burgers  est une chaîne de restauration rapide américaine fondée en 1987.
Elle est implantée dans 20 États du Sud et du Midwest des États-Unis d'Amérique avec 183 restaurants.